# 1181
1181 (MCLXXXI) fue un año común comenzado en jueves del calendario juliano.

## Acontecimientos
- El monarca navarro Sancho VI otorga fuero a Vitoria.
- Alejandro III concede a Santiago de Compostela la gracia del jubileo.
- Lucio III sucede a Alejandro III como papa.

## Fallecimientos
- Ramón Berenguer IV de Provenza, conde de cerdaña y Provenza.